# Pîlîpenkî, Velîka Bahacika
Pîlîpenkî (în ucraineană Пилипенки) este un sat în așezarea urbană Velîka Bahacika din regiunea Poltava, Ucraina.

## Demografie
Componența lingvistică a localității Pîlîpenkî
     Ucraineană (97,06%)
     Rusă (2,94%)
Conform recensământului din 2001, majoritatea populației localității Pîlîpenkî era vorbitoare de ucraineană (97,06%), existând în minoritate și vorbitori de rusă (2,94%).